# Owen Wister

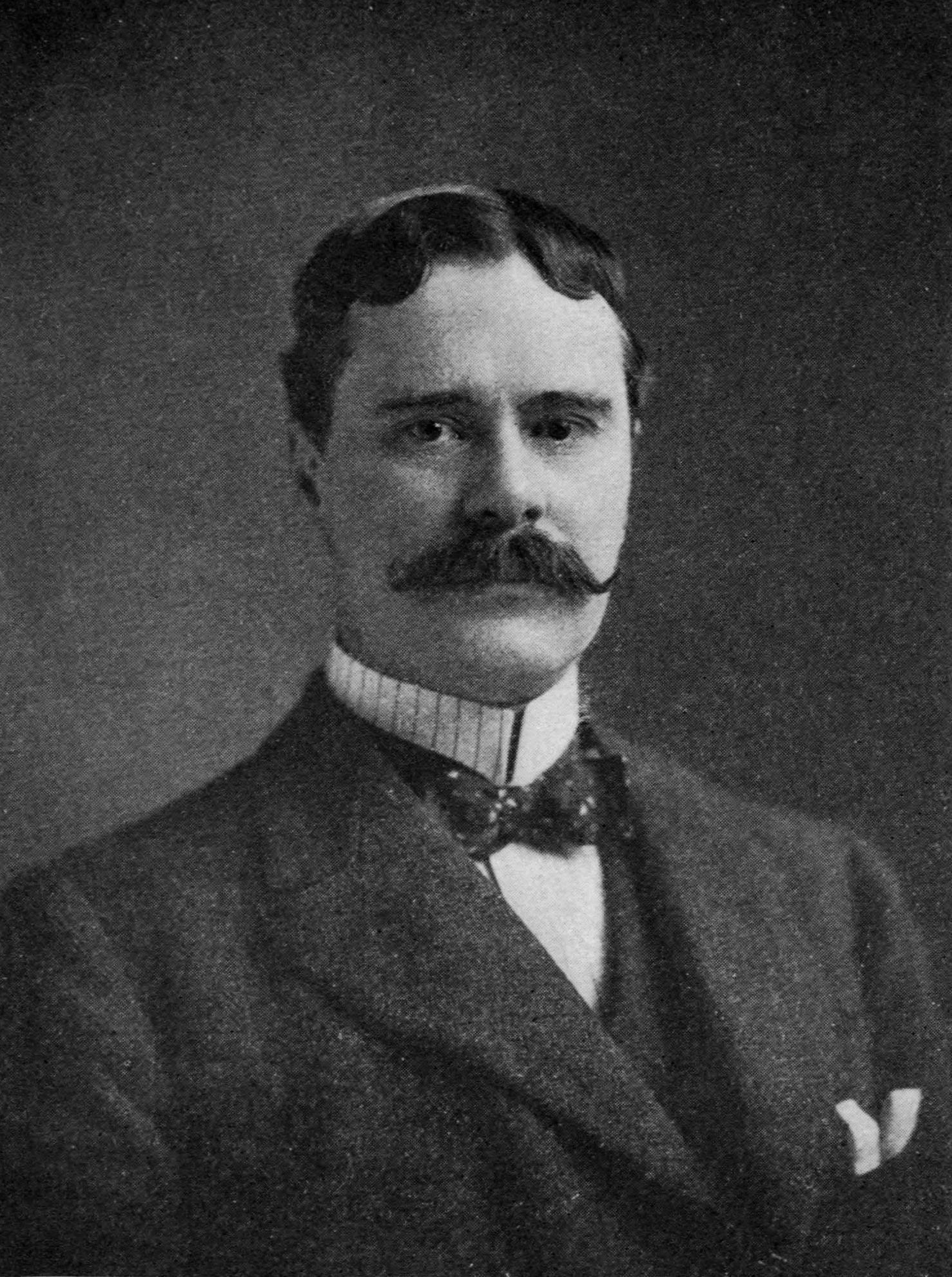
Owen Wister, 1903

Owen Wister (* 14. Juli 1860 in Germantown, Pennsylvania; † 21. Juli 1938 in Kingston, Rhode Island) war ein US-amerikanischer Schriftsteller. Er ist einer der Mitbegründer des Wildwestromans als Genre der amerikanischen Literatur.

## Leben
Wister zählte zu Philadelphias Oberschicht und war das einzige Kind des Arztes Owen Jones Wister (1825–1896) und dessen Ehefrau Sarah Butler (1835–1908). Seine Großeltern mütterlicherseits waren die Schauspielerin Fanny Kemble und Pierce Mease Butler. Seine Eltern hatten oft Gäste, so dass Wister bereits in seiner Kindheit neben Kollegen seines Vaters wie Oliver Wendell Holmes, Sr. und Louis Agassiz kennen lernte, aber auch Schriftsteller wie Ralph Waldo Emerson, Henry Wadsworth Longfellow und James Russell Lowell. Seine Mutter übersetzte neben Alfred de Musset auch Texte von anderen Romantikern und veröffentlichte gelegentlich für die Zeitschrift Atlantic Monthly.
Nach einer Vorbereitungszeit in den USA durch Hauslehrer begann Wisters Schulzeit: 1870/71 besuchte er ein Internat in Hofwyl (Schweiz) und wechselte 1871/72 nach London, wo er während seines Schuljahres bei seiner Tante, der Opernsängerin Adelaide Kemble, wohnte. 1872 konnte er zu seinen Eltern zurückkehren und besuchte in seiner Heimatstadt die Germantown Academy. Zwischen 1873 und 1878 besuchte er die Saint Paul’s School in Concord (New Hampshire). Dort entstand auch seine erste Erzählung „Down in a diving bell“, die in der Schülerzeitung veröffentlicht wurde.
1878 begann Wister ein Studium an der Harvard University mit Schwerpunkt Literatur und Musik und konnte es 1882 mit Summa cum laude abschließen. Während seines Studiums in Harvard befreundete er sich u. a. Theodore Roosevelt. Wister war dort auch Mitglied der Honor Society „Phi Beta Kappa“, für die er verschiedentlich Texte für kleine Bühnenshows verfasste und diese in der studentischen Satirezeitschrift The Harvard Lampoon veröffentlichte.
Sofort nach seinem Abschluss brach Wister zu seiner Grand Tour auf und verbrachte zwei Jahre meistenteils in Frankreich, Italien und Deutschland. Dabei machte er mit Unterstützung seiner Großmutter u. a. auch die Bekanntschaft von Franz Liszt und einigen von dessen Schülern. 1884 zurück in den USA drängte sein Vater darauf, einen Beruf zu ergreifen und half ihm, in der Verwaltung der Union Safe Deposit Vaults in Boston (Massachusetts) unterzukommen. Wister klagte von Anfang an über seine langweilige Arbeit und nutzte im Sommer 1885 den Rat seines Arztes und Freund Dr. Silas Weir Mitchell, der ihm zu Luftveränderung riet und ihn in den „wilden Westen“ schickte.
Im darauffolgenden Jahr kehrte Wister wieder zurück und immatrikulierte sich im Oktober 1886 an der Harvard Law School. Zwei Jahre später erreichte er erfolgreich seinen Abschluss und begann in verschiedenen Kanzleien zu arbeiten. Erst in Boston, dann in Philadelphia, wo er 1890 offiziell als Rechtsanwalt zugelassen wurde. Bereits während seines Jura-Studiums begann Wister zu schreiben. Henry Mills Adam, Verleger der Zeitschrift Harper’s Weekly veröffentlichte öfters Geschichten von ihm, die von Lesern wie auch Kritikern immer wieder gelobt wurden. Seine erste Western-Story erschien am 27. August 1892 bei Harper’s, spätestens aber als er bei Harper’s eine Serie davon veröffentlichte, erhielt Wister seinen Spitznamen „Kipling of the Sage-Brush“. Da diese Serie von Geschichten seinen literarischen wie auch finanziellen Durchbruch bedeuteten, gab er seine Arbeit als Jurist auf und widmete sich nur noch dem Schreiben.
Am 25. April 1898 heiratete Wister in Philadelphia seine Cousine Mary Channing Wister (1870–1913) und hatte mit ihr drei Töchter und drei Söhne: Mary (* 1899), France (* 1901), Owen (* 1901), William (* 1904) und Sarah (* 1913). Sein Schwiegervater war William Ellery Channing, bekannt als „Apostel des Unitarismus“.
Als seine Ehefrau bei der Geburt ihrer Tochter Sarah 1913 starb, gab Wister seine literarischen Arbeiten für nahezu ein Jahr auf. 1914 startete er zu einer Reise durch Europa, wo ihn in München der Beginn des Ersten Weltkriegs überraschte. Er ging nach London, wo er u. a. Edward Frederic Benson, Joseph Conrad und Lord Dunsany kennenlernte.
Sobald es ihm möglich war, kehrte Wister in die USA zurück und begann wieder zu schreiben. Ab 1925 begann er zu kränkeln und ab 1928 veröffentlichte er keinerlei Texte mehr. Owen Wister starb eine Woche nach seinem 78. Geburtstag in Kingston (Rhode Island) und fand seine letzte Ruhestätte auf dem Laurel Hill Cemetery in Philadelphia. Viele seiner Briefe und Manuskripte werden in der Library of Congress und der Bibliothek der University of Wyoming (Laramie) verwahrt.

## Rezeption
Als er für „Harper’s“ schrieb, begann sich Wister verstärkt mit dem amerikanischen Westen zu beschäftigen. Dieses Thema entsprach ganz dem Zeitgeist; der Historiker Frederick Jackson Turner verklärte in dem einflussreichen Aufsatz The Significance of the Frontier in American History (1893) die Frontier, also die weiße Siedlungrenze im Westen, zum Geburtsort des amerikanischen Gemüts und des ihm angeblich eigenen Freiheits- und Selbstbehauptungswillens. Roosevelt legte in seinem Werk The Winning of the West (1889–96) die Bedeutung der Westexpansion für das Wohl der amerikanischen Nation dar. Während die „Zivilisierung“ des Westens voranschritt, also die Vertreibung der indianischen Ureinwohner, die Besiedlung durch Weiße, und die politische Organisation der Westterritorien in US-Bundesstaaten, machte sich Wister an die Verklärung dieser verschwindenden Welt und prägte mit seinem ersten Roman The Virginian den in dieser Zeit entstehenden Mythos vom „Wilden Westen“ entscheidend mit.
The Virginian ist die Geschichte eines einzelgängerischen Cowboys in Wyoming um 1880, der sich trotz des im Westen vorherrschenden Faustrechts an seinen persönlichen Ehrenkodex hält und so allerlei Unbilden übersteht. War der Roman in den USA lange Schullektüre, so erscheint er nach heutigen Maßstäben eher als chauvinistisches Machwerk mit ausgesprochen reaktionärer Tendenz. In einigen anderen Kurzgeschichten griff Wister die Cowboy-Thematik wieder auf, widmete sich aber auch und vor allem anderen Themakreisen. Mit Lady Baltimore (1906) schrieb er etwa einen nostalgisch verklärten Gesellschaftsroman über die besseren Kreise der Südstaaten. Auch schrieb Wister einige Kinderbücher.

## Mitgliedschaften
- 1897 American Philosophical Society (Philadelphia)[1]
- 1898 American Academy of Arts and Letters (New York)[2]
- 1914 American Academy of Arts and Sciences (Cambridge, Mass.)
- Société des gens de lettres (Paris)
- Royal Society of Literature (London)

## Werke (Auswahl)
Erzählungen
- Hank's Woman.

Gedichte
- Done In The Open.

Romane
- The new Swiss Family Robinson. 1882.
- The dragon of Wantley. 1892.
- The Virginian. 1902 (verfilmt in der Fernsehserie Die Leute von der Shiloh Ranchsowie in zwei Spielfilmen mit dem Titel Der Mann aus Virginia, einer aus dem Jahr 1929, der andere aus dem Jahr 1946)
  - Deutsch: Der Virginier. 1955.
- Lady Baltimore. 1906.

Sachbücher
- USA/Erster Weltkrieg

1. The pentecost of Calamity. 1915.
2. A straight deal. 1920.
3. Neighbors Henceforth. 1920

- Roosevelt. The Story of a Friendship.
- The seven ages of Washington.

Sammlungen
- Red men and white men. 1896.
- Lin McLean. 1898.
- The Jimmyjohn Boss. 1900.

Werkausgabe
- The writings of Owen Wister. New York 1928 (11 Bände)

Deutsche Ausgaben der kürzeren Erzählungen
- Novellen aus dem Abenteurerleben des wilden Westens, Hamburg 1908
- Der Apachen-Überfall, Berlin und Leipzig 1912
- Das Pfingstfeuer der Trübsal, Lausanne 1916
- Der Medizinmann der Krähenindianer. Nach wahren Begebenheiten, Bunte Jugendbücher (Heft 123), Reutlingen 1927